# Heiligenstadt in Oberfranken

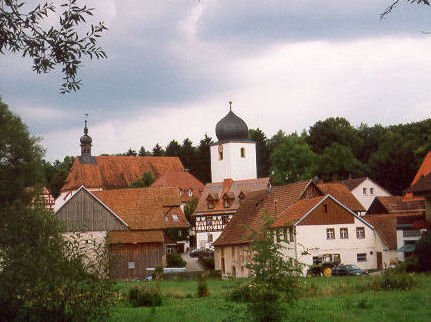
Heiligenstadt in Oberfranken

Heiligenstadt in Oberfranken este o comună-târg din districtul  Bamberg, regiunea administrativă Franconia Superioară, landul Bavaria, Germania.